# Hiéroglyphe égyptien G25

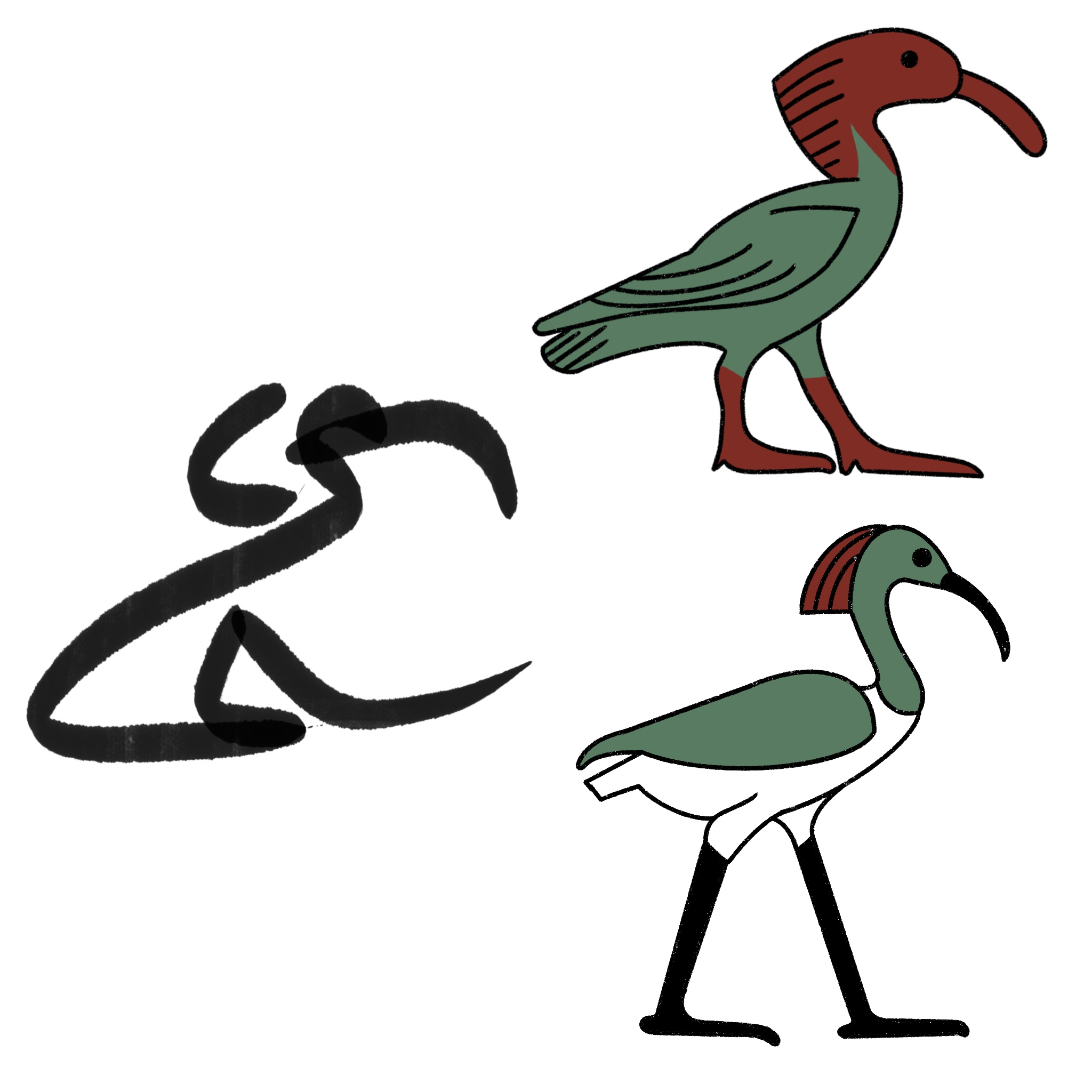
Version hiératique et hiéroglyphique

L'ibis chauve, en hiéroglyphes égyptiens, est classifié dans la section G « Oiseaux » de la liste de Gardiner ; il y est noté G25. 

## Représentation
Il représente un ibis chauve (Geronticus eremita), ses couleurs changent beaucoup ; il est anciennement complètement rouge et brun et est souvent vert, à la tête rouge mais aussi parfois verte et bleue. Il est translittéré ȝḫ.

## Utilisation
| G25 | x |

| G25 | x |

| G25 | x |

| G25 | x |

« être, devenir un esprit, glorieux, splendide, bénéfique, utile, profitable, célébrité, renommée » et dérivés.

## Exemples de mots
| G25 | x | t · N18 |

| G25 | x | t · N18 |

| G25 | x · t | D6 |

| G25 | x · t | D6 |

| G25 | x | w | Y1 · Z2 |

| G25 | x | w | Y1 · Z2 |